# Persone di nome James/Scrittori
| Questa pagina contiene informazioni ricavate automaticamente dalle voci biografiche con l'ausilio del template Bio e di un bot. L'aggiornamento è periodico e automatico e ricostruisce completamente la pagina. Se manca una persona in questa lista, sei pregato di non aggiungerla, ma accertati piuttosto che la sua voce biografica contenga il template Bio e che i dati anagrafici siano correttamente compilati. Se il template Bio manca, inseriscilo tu stesso o, in alternativa, metti l'avviso {{tmp\|Bio}} che ne segnala la mancanza. Se i dati riportati sono sbagliati, correggi direttamente la voce biografica; le modifiche saranno visibili in questa lista entro pochi giorni. Per chiarimenti vedi il progetto antroponimi. La lista contiene solo le 87 persone che sono citate nell'enciclopedia e per le quali è stato implementato correttamente il template Bio. Pagina aggiornata al 22 lug 2025. |

Questa è una lista di persone presenti nell'enciclopedia che hanno il nome James e sono scrittori.

## A(4)
- James Agee, scrittore, sceneggiatore e critico cinematografico statunitense (Knoxville, n. 1909 - New York, † 1955)
- John Watson Aldridge, scrittore statunitense (Sioux City, n. 1922 - Madison, † 2007)
- James Lane Allen, scrittore statunitense (Lexington, n. 1849 - New York, † 1925)
- Maxwell Anderson, scrittore statunitense (Atlantic, n. 1888 - Stamford, † 1959)

## B(13)
- James Bacque, scrittore e editore canadese (Toronto, n. 1929 - † 2019)
- James Baldwin, scrittore statunitense (New York, n. 1924 - Saint-Paul-de-Vence, † 1987)
- J. G. Ballard, scrittore britannico (Shanghai, n. 1930 - Shepperton, † 2009)
- James Barclay, scrittore britannico (Felixstowe, n. 1965)
- James Barlow, scrittore britannico (Birmingham, n. 1921 - Cork, † 1973)
- J. M. Barrie, scrittore e drammaturgo scozzese (Kirriemuir, n. 1860 - Londra, † 1937)
- James Blaylock, scrittore statunitense (Long Beach, n. 1950)
- James Blish, scrittore statunitense (East Orange, n. 1921 - Henley-on-Thames, † 1975)
- James Boswell, scrittore, giurista e aforista scozzese (Edimburgo, n. 1740 - Londra, † 1795)
- James Bowen, scrittore inglese (n. 1979)
- Herbie Brennan, scrittore e autore di giochi britannico (Gilford, n. 1940 - Tullow, † 2024)
- James Bridie, scrittore e drammaturgo scozzese (Glasgow, n. 1888 - Edimburgo, † 1951)
- James Lee Burke, scrittore statunitense (Houston, n. 1936)

## C(11)
- James Branch Cabell, scrittore statunitense (Richmond, n. 1879 - Richmond, † 1958)
- James M. Cain, scrittore, giornalista e sceneggiatore statunitense (Annapolis, n. 1892 - University Park, † 1977)
- James Hadley Chase, scrittore britannico (Londra, n. 1906 - Corsier-sur-Vevey, † 1985)
- James Churchward, scrittore britannico (n. 1851 - † 1936)
- James Clavell, scrittore, sceneggiatore e regista australiano (Sydney, n. 1921 - Vevey, † 1994)
- James Clear, scrittore statunitense (Hamilton, n. 1986)
- James Fenimore Cooper, scrittore statunitense (Burlington, n. 1789 - Cooperstown, † 1851)
- James Cowan, scrittore australiano (Melbourne, n. 1942 - Bangalow, † 2018)
- James Gould Cozzens, scrittore statunitense (Chicago, n. 1903 - Stuart, † 1978)
- James Crumley, scrittore statunitense (Three Rivers, n. 1939 - Missoula, † 2008)
- James Oliver Curwood, scrittore statunitense (Owosso, n. 1878 - Owosso, † 1927)

## D(4)
- James Dashner, scrittore statunitense (Austell, n. 1972)
- James Dickey, scrittore e poeta statunitense (Atlanta, n. 1923 - Columbia, † 1997)
- J. Frank Dobie, scrittore e giornalista statunitense (n. 1888 - † 1964)
- J. P. Donleavy, scrittore statunitense (Brooklyn, n. 1926 - Mullingar, † 2017)

## E(1)
- James Ellroy, scrittore statunitense (Los Angeles, n. 1948)

## F(7)
- James Leonard Farmer Senior, scrittore, teologo e educatore statunitense (n. 1886 - † 1961)
- James Thomas Farrell, scrittore statunitense (Chicago, n. 1904 - New York, † 1979)
- James Gordon Farrell, scrittore britannico (Liverpool, n. 1935 - Baia di Bantry, † 1979)
- James F. Fixx, scrittore statunitense (New York, n. 1932 - Hardwick, † 1984)
- Ian Flynn, scrittore e fumettista statunitense (Charlotte, n. 1982)
- James Follett, scrittore e sceneggiatore britannico (Tolworth, n. 1939 - † 2021)
- James Frey, scrittore statunitense (Cleveland, n. 1969)

## G(5)
- Lee Child, scrittore britannico (Coventry, n. 1954)
- James Grady, scrittore statunitense (Shelby, n. 1949)
- James Edward Grant, scrittore, sceneggiatore e regista statunitense (Chicago, n. 1905 - Burbank, † 1966)
- James Gregory, scrittore sudafricano (n. 1941 - † 2003)
- James Guillaume, scrittore e anarchico svizzero (Londra, n. 1844 - Préfargier, † 1916)

## H(9)
- James W. Hall, scrittore statunitense (Kentucky, n. 1947)
- James Norman Hall, scrittore statunitense (Colfax, n. 1887 - Tahiti, † 1951)
- Jim Harrison, scrittore e poeta statunitense (Grayling, n. 1937 - Patagonia, † 2016)
- James Herbert, scrittore britannico (Londra, n. 1943 - Woodmancote, † 2013)
- James Leo Herlihy, scrittore e drammaturgo statunitense (Detroit, n. 1927 - Los Angeles, † 1993)
- James Herriot, scrittore e veterinario britannico (Roker, n. 1916 - Thirsk, † 1995)
- James Hilton, scrittore e sceneggiatore britannico (Leigh, n. 1900 - Long Beach, † 1954)
- James McClure, scrittore britannico (Johannesburg, n. 1939 - Oxford, † 2006)
- James Howell, scrittore e lessicografo britannico (Abernant - Londra, † 1666)

## J(3)
- James Weldon Johnson, scrittore e poeta statunitense (Jacksonville, n. 1871 - Wiscasset, † 1938)
- James Jones, scrittore statunitense (Robinson, n. 1921 - Southampton, † 1977)
- James Joyce, scrittore, poeta e drammaturgo irlandese (Dublino, n. 1882 - Zurigo, † 1941)

## K(3)
- James Kelman, scrittore scozzese (Glasgow, n. 1946)
- James Kirkwood Jr., scrittore, drammaturgo e librettista statunitense (Los Angeles, n. 1924 - New York, † 1989)
- James Krüss, scrittore e illustratore tedesco (Helgoland, n. 1926 - Gran Canaria, † 1997)

## L(2)
- James Lasdun, scrittore e poeta britannico (Londra, n. 1958)
- James Luceno, scrittore statunitense (Bermuda, n. 1947)

## M(8)
- Jason Matthews, scrittore statunitense (Hartford, n. 1951 - Rancho Mirage, † 2021)
- James McBride, scrittore, sceneggiatore e musicista statunitense (Brooklyn, n. 1957)
- James McHenry, scrittore statunitense (Larne, n. 1785 - † 1845)
- James Alan McPherson, scrittore statunitense (Savannah, n. 1943 - Iowa City, † 2016)
- James Albert Michener, scrittore statunitense (New York, n. 1907 - Austin, † 1997)
- James Moffat, scrittore britannico (Canada, n. 1922 - Cheltenham, † 1993)
- James Justinian Morier, scrittore e diplomatico britannico (Smirne, n. 1780 - Brighton, † 1849)
- Jason Mott, scrittore e poeta statunitense (Bolton)

## P(4)
- James Patterson, scrittore statunitense (Newburgh, n. 1947)
- James Planché, scrittore e drammaturgo inglese (Londra, n. 1796 - Londra, † 1880)
- J. F. Powers, scrittore statunitense (Jacksonville, n. 1917 - Collegeville, † 1999)
- James Purdy, scrittore statunitense (Hicksville, n. 1914 - New York, † 2009)

## R(5)
- James Redfield, scrittore statunitense (Birmingham, n. 1950)
- James Whitcomb Riley, scrittore e poeta statunitense (Greenfield, n. 1849 - Indianapolis, † 1916)
- James Rollins, scrittore statunitense (Chicago, n. 1961)
- James Runcie, scrittore, regista e produttore televisivo britannico (Cambridge, n. 1959)
- James Malcolm Rymer, scrittore britannico (Clerkenwell, n. 1814 - † 1884)

## S(6)
- James Sallis, scrittore, saggista e poeta statunitense (Helena, n. 1944)
- James Salter, scrittore e sceneggiatore statunitense (New York City, n. 1925 - Sag Harbor, † 2015)
- James Scudamore, scrittore britannico (n. 1976)
- James W. Sire, scrittore e editore statunitense (n. 1933 - † 2018)
- James Stephens, scrittore, giornalista e poeta irlandese (Dublino, n. 1880 - Londra, † 1950)
- James Sutherland, scrittore scozzese (Scozia, n. 1872 - † 1932)

## W(1)
- James Welch, scrittore e poeta statunitense (Browning, n. 1940 - Missoula, † 2003)

## Y(1)
- James Yaffe, scrittore, sceneggiatore e insegnante statunitense (Chicago, n. 1927 - Denver, † 2017)